# Hrabičov
Hrabičov (maďarsky Gyertyánfa) je obec na Slovensku v okrese Žarnovica v Banskobystrickém kraji. V obci žije 548 obyvatel. Starostou je od roku 2010 Ján Adámik (ĽS-HZDS). V obci se nachází římskokatolický kostel sv. Panny Marie Sedmibolestné z roku 1950.
První písemná zmínka o obci Hrabičov se datuje do roku 1828, tehdy byla poprvé uvedena jako samostatná obec. V lednu roku 1945 byla obec v důsledku nacistického teroru po potlačení povstání vypálena.
Název obce je odvozen od nejběžnějšího stromu v okolních lesích – habru (slovensky hrab) – tento strom je vyobrazen i na znaku Hrabičova; žlutá paže svírající sazeničku habru na zeleném štítě.